# 프란츠 폰 바이에른
프란츠 폰 바이에른(독일어: Franz von Bayern, 1933년 7월 14일 ~ )은 일반적으로 바이에른 공작이라는 칭호로 알려진 그는 바이에른 왕국의 전 지배 가문이었던 비텔스바흐가의 수장이다. 그의 증조부인 루트비히 3세는 바이에른의 마지막 군주였으며 1918년에 폐위되었다.
프란츠는 뮌헨에서 태어났다. 제2차 세계 대전 동안 비텔스바흐 가문은 반나치 세력이었다. 가족은 처음에 나치 독일을 떠나 헝가리로 갔지만 1944년 독일이 헝가리를 침공하자 결국 체포되었고 당시 프란츠는 11세였다. 그는 작센하우젠, 플로젠뷔르크, 마지막으로 다하우를 포함한 여러 나치 강제 수용소에서 시간을 보냈다.
전쟁이 끝난 후 프란츠는 뮌헨 대학교를 졸업하였으며 현대 미술 수집가가 되었다. 프란츠는 1996년 아버지가 사망하자 비텔스바흐가의 수장이자 바이에른 왕위 계승자 자리를 계승했다. 그는 뮌헨의 님펜부르크 궁전과 베르그 궁전에 살고 있다.

## 같이 보기
- 자코바이트